# Calen MacKenzie
Calen MacKenzie es un actor australiano, conocido por haber interpretado a Bailey Turner en la serie Neighbours.

## Carrera
En el 2012 obtuvo un pequeño papel en la película The Mystery of a Hansom Cab donde interpretó al niño del periódico.
El 7 de febrero de 2013 se unió al elenco de la popular serie australiana Neighbours donde interpretó a Bailey Turner, el hijo de Lauren Carpenter y Matt Turner, y nieto de Lou Carpenter, hasta el 1 de mayo de 2015 después de que su personaje decidiera mudarse a Brisbane con Lou para alejarse de los dramas de su casa. Anteriormente había aparecido por primera vez en la serie en el 2011 donde interpretó a Thomas McPhee, el hijo de Cathy McPhee y amigo de Callum Jones durante el episodio # 1.6189.
En el 2013 apareció como personaje recurrente en varios episodios de la primera temporada de la serie The Time of Our Lives donde interpretó a Jesse Reid.

## Filmografía[3]
Series de televisión
| Año         | Título                | Personaje     | Notas           |
| ----------- | --------------------- | ------------- | --------------- |
| 2013 - 2015 | Neighbours            | Bailey Turner | 387 episodios   |
| 2013        | The Time of Our Lives | Jesse Reid    | 5 episodios     |
| 2012        | Laid                  | Joven Marcus  | episodio # 2.2  |
| 2010        | Rush                  | Jason         | episodio # 3.13 |

Películas
| Año  | Título                      | Personaje          | Notas |
| ---- | --------------------------- | ------------------ | --- |
| 2012 | Dangerous Remedy            | Rory Wainer        | junto a Susie Porter, Maeve Dermody, Peter O'Brien, William McInnes, Nicholas Bell, Gary Sweet & Chris Haywood |
| 2012 | The Mystery of a Hansom Cab | Niño del Periódico | junto a John Walters, Shane Jacobson, Oliver Ackland, Felix Williamson, Anna McGahan & Brett Climo             |
| -    | Face to Face                | Joven Wayne        | junto a Vince Colosimo, Luke Ford, Matthew Newton & Sigrid Thornton                                            |